# Хімара
Хімара (алб. Himarë, грец. Χειμάρρα) — місто на південному заході Албанії, на узбережжі Іонічного моря.
Входить в однойменні округ Вльора і область Вльора.
Населення 4596 осіб (2011), в основному албанці (60,38 %). Значною мірою проживають також греки (24,56 %). У місті діє грецька школа. У 1975 році Хімару за розпорядженням диктатора Енвера Ходжі почали заселяти албанцями.

## Історія

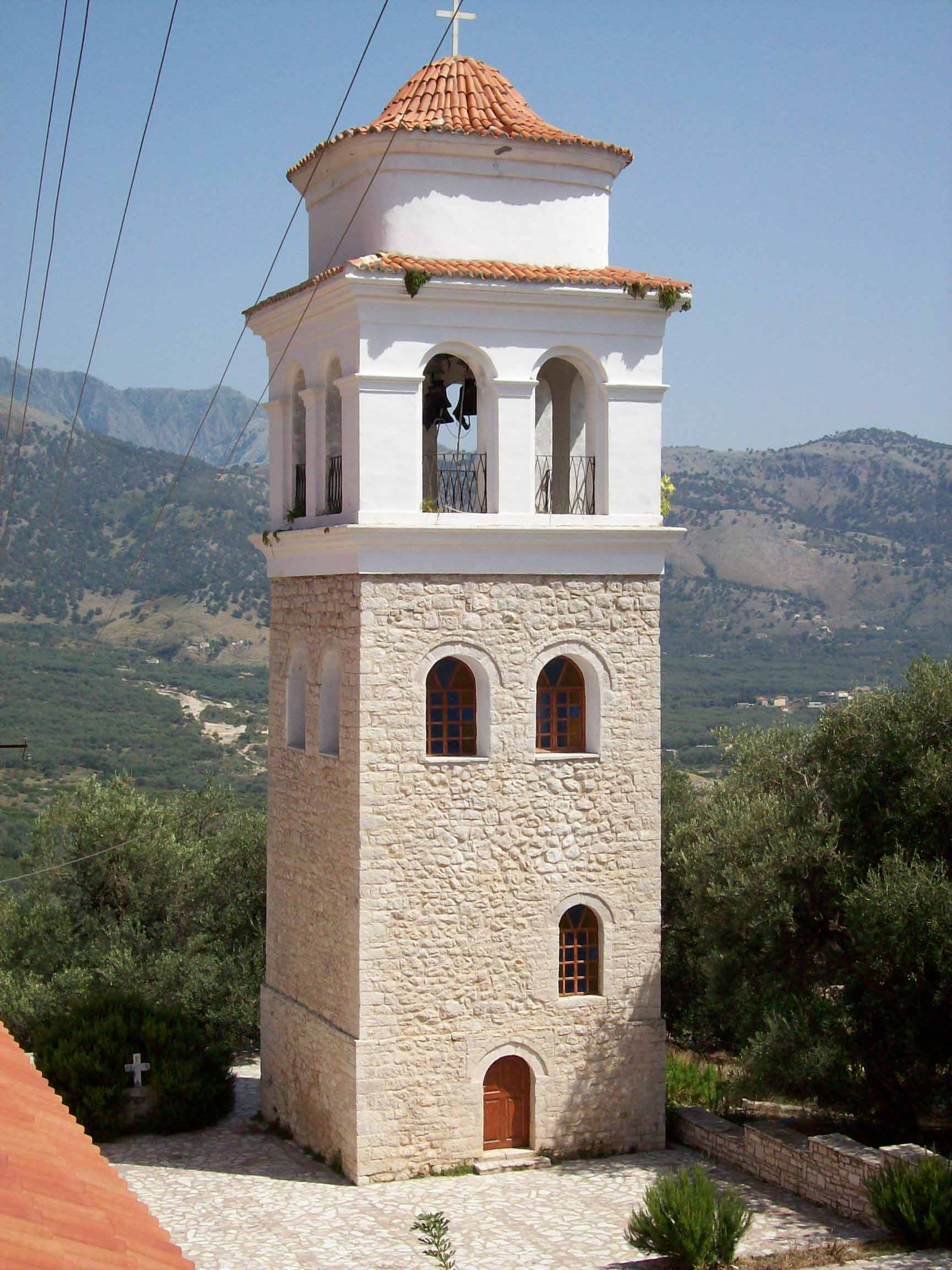
Католицька церква у Хімарі

Місто було побудоване греками за часів Візантійської імперії, на території Північного Епіру. Про це відомо з численних розкопок, котрі проводили у Хімарі, і зі слів візантійського письменника Прокопія Кесарійського, де Прокопій називає місто Cheimarros (грец. Χειμάρρα).
Надалі місто перебувало у складі албанських князівств Музакі і Аріаніті, а з розпадом Візантії та османським вторгненням в Албанію перейшов до Османської імперії.
Деякий час місто було місцем боїв Османської імперії з Венеційською республікою за право контролю над усім регіоном.
У 1481 грецький воєначальник на неаполітанській службі Крокоділос Кладас за підтримки місцевих грецьких повстанців відбив місто в османів. Місто знаходилося під контролем Неаполітанського королівства до 1492 року.
До XVII століття у Хімарі більшість становили греки, однак до початку XVIII століття грецьке населення значно скоротилося через правління албанського деспота Алі-паші Тепеленського.
Ще в 15-му столітті хімаріоти, під грецьким прапором, становили добірну частину в війську Кастріотіса-Скендербега.
У всіх наступних століттях Хімара до 1833 року становила окрему грецьку єпископію. Французький письменник Rene Puax писав що «Досі (1913) хімаріоти, відмінні стрільці, мають привілей носити зброю».
Хімара по суті представляла державу в державі, автономію якого османський уряд був змушений визнавати. Єпархія Хімари включала Хімару і ще 6 грецьких сіл: Кіпаро, Вуно, Дромадес, Паласса, Піліорі та Куветсі з 12 000 жителів, які б сплачували Порті 16 тис. франків на рік. Порта навіть не намагалася збільшити податок на цих «справжніх греків». Османські чиновники, що представляли номінально османську владу, розташовувалися у 2-х будинках при вході в Хімару.
З початком Балканських воєн 5/18 листопада 1912 майор грецької жандармерії хімаріот Спірос Спіроміліос висадився в Хімарі та звільнив свою батьківщину і навколишні села.
1/14 грудня 1913, протоколом підписаним в Флоренції, 6 європейських держав вирішили включити в створювану албанську державу весь Північний Епір включаючи Хімару. 1/14 лютого 1914 протокол був доведений до відома грецького уряду.
Грецький уряд, під тиском західних урядів і отримавши запевнення що буде визнаний грецький контроль над Егейським морем дав наказ армії залишити Північний Епір. Спіроміліос відмовився йти з Хімари. Для хімаріотів існувала одна, безкомпромісна, мета — возз'єднання з Грецією.
Rene Puax писав: «Неможливо щоб Хімара не стала грецькою, оскільки вона вже грецька і хімаріоти це зразок грецького патріотизму».
Хімаріоти почали першими боротьбу, проголосивши у 1914 році Автономну державу Хімара. Хімара стала частиною «Автономної Республіки Північний Епір», проголошеної 28 лютого у місті Гірокастра.
Спіроміліос, який пішов з грецької армії, тримав оборонну лінію Хімара-Тепеленой протягом усього періоду автономістського руху.
Автономістський рух грецького населення не приніс бажаного результату — возз'єднання з Грецією — з причини початку Першої світової війни.
Хімара, як і весь Північний Епір, увійшов до складу Незалежної Албанії. Однак слід зазначити, що з початком Першої світової війни й до 1922 року перебував під контролем грецької армії та армії автономного Північного Епіру, поки не був остаточно присуджений Албанському королівству.

## Економіка
Хімара — типове курортне містечко на півдні Албанії. Економіка міста розвивається в основному за рахунок туризму. Місто розташовується на узбережжі Іонічного моря. У Хімарі розташовуються два 4-зіркові готелі.

## Відомі уродженці міста
- Піррос Дімас (грец. Πύρρος Δήμας) — видатний грецький важкоатлет, триразовий олімпійський чемпіон (1992, 1996, 2000).
- Спиридон Спіроміліос (грец. Σπυρίδων Σπυρομήλιος; 1800-1880) — відомий військовий діяч Грецької революції 1821, офіцер і політик Грецького королівства, що став 5 разів військовим міністром і що очолив офіцерське училище королівства.
- Захос Міліос (грец. Ζαχος Μηλιος; 1805-1860) — грецький воєначальник, учасник визвольної війни Греції 1821-1829 рр.
- Танасис Піпас (грец. Θανασης Πιπας; пом. 1821) — грецький воєначальник, героїчно загинув разом з 12 хімаріотами, обороняючись від османів до останнього в церкви св. Миколи в Бухаресті.
- Спірос Спіроміліос (грец. Σπυρος Σπυρομηλιος; 1864-1930) — грецький офіцер, у 1912 р., на чолі 2000 хімаріотів і добровольців з Криту, звільнив місто та утримував його до 1914 р.
- Дімітріос Дуліс (грец. Δημητριος Δουλης; 1865-1928) — грецький офіцер, військовий міністр тимчасового уряду Північного Епіру.
- Сотіріс Нініс (грец. Σωτήρης Νίνης) — відомий грецький футболіст.